# Locke & Key (serie de televisión)
Locke & Key es una serie de televisión web estadounidense de drama y terror sobrenatural desarrollada por Carlton Cuse, Meredith Averill y Aron Eli Coleite, basada en la serie de cómics del mismo nombre de Joe Hill y Gabriel Rodríguez. Se estrenó en Netflix el 7 de febrero de 2020. La serie está protagonizada por Darby Stanchfield, Connor Jessup, Emilia Jones, Jackson Robert Scott, Laysla De Oliveira, Petrice Jones y Griffin Gluck.
Netflix anunció la segunda temporada del programa en marzo de 2020, que se estrenó el 22 de octubre de 2021. En diciembre de 2021, la serie fue renovada para una tercera y última temporada, la cual se estrenó el 10 de agosto de 2022.

## Sinopsis
Después de que Rendell Locke es asesinado a manos de su exalumno Sam Lesser, su esposa Nina se ve obligada a mudarse con sus tres hijos, Tyler, Kinsey y Bode, de Seattle a Matheson, Massachusetts, y residir en la casa de la familia de Rendell, la Keyhouse (Casa llave). Los chicos pronto descubren una serie de misteriosas llaves en toda la casa que se pueden usar para desbloquear varias puertas de manera mágica. Sin embargo, se dan cuenta de que una entidad demoníaca también está buscando las llaves para sus propios fines malévolos.

## Personajes

### Principal
- Darby Stanchfield como Nina Locke, madre de los hermanos Locke.
- Connor Jessup como Tyler Locke, el hijo mayor de la familia Locke.
- Emilia Jones como Kinsey Locke, la hija del medio y la única hija de la familia Locke.
- Jackson Robert Scott como Bode Locke, el hijo menor de la familia Locke.
- Petrice Jones como Scot Cavendish, estudiante cineasta británico en la Academia Matheson, y un interés amoroso de Kinsey.
- Laysla De Oliveira como Dodge/Eco,[nota 1] la «mujer del pozo» de Keyhouse, quien era el demonio que poseía a Lucas.
- Griffin Gluck como Gabe,[nota 2] un nuevo estudiante en la Academia Matheson y un interés amoroso de Kinsey.

### Recurrente
- Bill Heck como Rendell Locke, el padre de la familia Locke y el difunto esposo de Nina.
- Aaron Ashmore como Duncan Locke, el hermano menor de Rendell.
- Sherri Saum como Ellie Whedon, una vieja amiga de Rendell que salió con el mejor amigo de Rendell, Lucas, en la escuela secundaria y profesora de educación física en la Academia Matheson.
- Thomas Mitchell Barnet como Sam Lesser, el estudiante que dispara y mata a Rendell.
- Kevin Alves como Javi, el amigo de Tyler que está en el equipo de hockey con él en la Academia Matheson.
- Genevieve Kang como Jackie Veda, un interés amoroso de Tyler.
- Hallea Jones como Eden Hawkins, la mejor amiga de Jackie.
- Kolton Stewart como Brinker Martin, amigo de Javi.
- Asha Bromfield como Zadie Wells, una de las amigas de Scot.
- Jesse Camacho como Doug Brazelle, uno de los amigos de Scot.
- Eric Graise como Logan Calloway, un estudiante discapacitado de la Academia Matheson.
- Felix Mallard como Lucas Caravaggio,[nota 3] el mejor amigo de Rendell de la escuela secundaria.
- Steven Williams como Joe Ridgeway, profesor de inglés de Tyler en la Academia Matheson.
- Coby Bird como Rufus Whedon, el hijo adoptivo de Ellie y el jardinero de Keyhouse.

## Episodios
Temporada 1
| N.º | Título                    | Dirigido por         | Escrito por                     | Fecha de lanzamiento original |
| --- | ------------------------- | -------------------- | ------------------------------- | ----------------------------- |
| 1 | «Welcome to Matheson»     | Michael Morris       | Joe Hill y Aron Eli Coleite     | 7 de febrero de 2020          |
| Un hombre, después de recibir una llamada telefónica, toma una llave y la inserta en su pecho, causando que él y su casa sean incinerados. Tres meses después, la familia Locke se muda a Matheson, Massachusetts, luego del asesinato del patriarca familiar Rendell. Se mudan a Keyhouse (Casa Llave), el hogar ancestral de Rendell, con la ayuda del tío Duncan. El hijo más joven de los Locke, Bode, se encuentra en la casa del pozo, donde escucha la voz de una mujer que dice ser su eco. Cuando el hijo mayor Tyler y la hija Kinsey comienzan la escuela, Bode explora Keyhouse y escucha extraños susurros que lo llevan a llaves mágicas ocultas en toda la casa. Allí el encuentra la «Llave Donde Sea» (Anywhere Key), que se puede usar en cualquier puerta para viajar a cualquier lugar que haya visto, y la «Llave Espejo» (Mirror Key), que abre un portal a una dimensión dentro de cualquier espejo. La madre de los chicos Locke, Nina, queda atrapada en la dimensión del espejo. Eco le dice a Bode que puede salvar a su madre si él le da la «Llave Donde Sea». Él lo hace, pero ella usa la llave para escapar de la casa del pozo. Tyler y Kinsey llegan a tiempo para ayudar a Nina a salir del espejo. Al rato, Eco se encuentra con Sam Lesser, actualmente en prisión por haber asesinado a Rendell. |                           |                      |                                 |                               |
| 2 | «Trapper / Keeper»        | Michael Morris       | Liz Phang                       | 7 de febrero de 2020          |
| Los chicos Locke encuentran que su madre no recuerda haber quedado atrapada en la dimensión del espejo. En la escuela, Tyler se interesa por Jackie, mientras Kinsey lucha por adaptarse hasta que conoce a Scot y otros miembros del «Escuadrón Savini», que están tratando de hacer una película de terror de bajo presupuesto, y se une con cautela. Bode teme que Eco pueda regresar y se une con Rufus, el joven jardinero de Keyhouse. Con la ayuda de Rufus, Bode intenta tenderle una trampa a Eco, pero cuando ella regresa después de usar la Llave Donde Sea, descubre la trampa y le advierte a Bode que no la decepcione. Bode encuentra otra llave y, después de ver un ojo de cerradura aparecer en la nuca del dueño de una cerrajeria, la usa en sí mismo justo cuando Tyler y Kinsey llegan a casa y encuentran que Bode ha usado la «Llave Mental» (Head key), lo que les permite ingresar a una representación de su mente. |                           |                      |                                 |                               |
| 3 | «Head Games»              | Tim Southam          | Meredith Averill                | 7 de febrero de 2020          |
| Tyler y Kinsey van con Bode en su mente, que almacena algunos recuerdos de Rendell. Eco viaja a la casa incendiada del hombre que se suicidó con una llave, y ella recupera la Llave Fuego (Matchstick Key) intacta. Después de un juego de hockey, Tyler encuentra a uno de los acosadores de la escuela molestando a Kinsey, y golpea al acosador debido a la culpa reprimida, una decisión que lo mete en problemas con Joe Ridgeway, el maestro de Literatura. Al día siguiente, Tyler deja que Kinsey use la Llave Mental para entrar en su mente, diseñada como un centro comercial, para encontrar más recuerdos de su padre. Los dos son perseguidos por una representación del miedo de Kinsey antes de escapar. Mientras tanto, Bode encuentra la «Llave Fantasma» (Ghost Key), que libera su alma de su cuerpo y le permite hablar con los muertos, incluido su tatarabuelo, Chamberlain Locke, que menciona que Rendell y Duncan lo visitaban a menudo cuando eran más jóvenes. Esa noche, Nina sale a cenar con Ellie, la vieja amiga de Rendell, y cuando Nina menciona a Bode buscando en la casa del pozo, Ellie se preocupa mucho. Kinsey se salta una cita con Scot para usar la Llave Mental en sí misma, luego se saca su miedo de su mente y lo entierra en el bosque.                                            |                           |                      |                                 |                               |
| 4 | «The Keepers of the Keys» | Tim Southam          | Mackenzie Dohr                  | 7 de febrero de 2020          |
| Kinsey se ha vuelto más abierta y atractiva en la escuela al día siguiente. Mientras prepara el desayuno, ella le dice a Tyler que usó la Llave Mental para sacar la manifestación de su miedo. Hablando más con Ellie, Nina se entera de que la mayoría de los amigos de Rendell están muertos, entre ellos, Mark Cho quien murió recientemente en el incendio de una casa, y que aparte de Ellie, solo Erin Voss está viva, pero ella vive en un centro psiquiátrico. Ellie ayuda a Nina a derribar un muro colocado en el sótano de la casa para bloquear una antigua sala de recreación, donde Nina encuentra un viejo gabinete. Kinsey invita a Scot a volver a su casa y usa la Llave Mental para mostrarle su mente, donde ambos se besan. La noche siguiente, Eco aparece e intenta quitarle la Llave Mental a Bode, pero el se da cuenta de que solo puede tomarla si él se la da voluntariamente. Eco desaparece y regresa con Sam, dándole la llave recuperada de la casa de Mark e instrucciones sobre qué hacer a continuación. |                           |                      |                                 |                               |
| 5 | «Family Tree»             | Mark Tonderai-Hodges | Andres Fischer-Centeno          | 7 de febrero de 2020          |
| Tyler y Kinsey se sienten atraídos por otra llave oculta, que descubren es la «Llave Caja de Música» (Music Box Key); cuando se inserta en una caja de música, le permite al portador controlar las acciones de una persona. En la escuela, Eden insulta a Scot, y para vengarse de ella, Kinsey y Gabe usan la Llave Caja de Música en ella. Luego Tyler ve cuando sus vergonzosas acciones son subidas a las redes sociales. Tyler advierte a Kinsey sobre el abuso de los poderes de las llaves, queriendo llamar la atención. Esa noche, Tyler y Kinsey escuchan más susurros y encuentran la «Llave Planta» (Plant Key) en el cementerio. Cuando lo usan en un árbol cercano, se salen varios frascos del suelo. Los frascos contienen recuerdos de la infancia de Duncan y encuentran en uno a un joven Rendell golpeando a su amigo Lucas Caravaggio hasta la muerte. Mientras tanto, Nina sospecha de una cicatriz en el pecho de Ellie que es idéntica a la que tenía Rendell. Después de que Ellie se niega a decir algo al respecto, Nina se acerca a Joe Ridgeway, quien sugiere que las cicatrices son de los viejos amigos que habían compartido la misma experiencia traumática en el pasado. Más tarde, Nina llega a la casa de Joe y lo descubre muerto por asfixia.                                                  |                           |                      |                                 |                               |
| 6 | «The Black Door»          | Mark Tonderai-Hodges | Brett Treacy & Dan Woodward     | 7 de febrero de 2020          |
| Nina intenta convencer a la policía de que Ridgeway no se suicidó, pero falla en su búsqueda. Kinsey confronta a Duncan por los recuerdos, pero no recuerda ninguno de los eventos, excepto recordando vagamente algunas cuevas cerca de la costa. Kinsey convence al Escuadrón Savini para filmar en esas cuevas como pretexto para explorar más a fondo. Dentro, encuentra una puerta en forma de Omega. A medida que la marea sube rápidamente, Kinsey tiene que ser arrastrada lejos de la puerta por sus amigos, y todos huyen para escapar de la cueva. Luego del desastre, Scot está furioso con ella, pero Gabe considera que sus acciones son valientes y comienza a acercarse a ella. Eco va a una fiesta donde Tyler se emborracha y enoja a Jackie por haberla dejado plantada en una maratón. Cuando Tyler sale corriendo, Eco se presenta como Dodge y comienza a coquetear con él. Sam usa la «Llave Fuego» (Matchstick Key) que Echo le dio para quemar la prisión y escapar de allí, para dirigirse a Keyhouse. |                           |                      |                                 |                               |
| 7 | «Dissection»              | Dawn Wilkinson       | Michael D. Fuller               | 7 de febrero de 2020          |
| En flashbacks, Sam está siendo consolado por Rendell. Mientras espera solo, Sam ve una foto de Keyhouse con Dodge tentándolo para leer los informes de Rendell, que muestran que Sam tiene problemas de salud mental. Sintiéndose traicionado por los Locke, está implícito que esto es lo que lo condujo a asesinar a Rendell. En el presente, Sam toma a los Locke como rehenes, exigiéndoles que entreguen la Llave Mental. Kinsey afirma que está enterrada afuera, dirigiéndolo a donde ella enterró a su miedo. Durante la ausencia de Sam, Tyler ayuda a liberar a Nina, y cuando Sam regresa después de dominar el miedo de Kinsey, Tyler usa la Llave Mental en él. El yo interior de Sam se disculpa por lo que hizo. Tyler se da cuenta de que no causó la muerte de su propio padre cuando Sam explica que el asesinato de Rendell no fue planeado y que simplemente quería encontrar las llaves de Dodge. Sam se quita la Llave Mental de su propio cuello justo cuando aparece Dodge. Ella lo apuñala y toma todas las llaves antes de desaparecer. Cuando llega la policía, Sam intenta salir por una puerta, dándose cuenta demasiado tarde de que fue abierta con la Llave Fantasma, y su forma etérea está separada de su ahora cuerpo muerto.                                                                       |                           |                      |                                 |                               |
| 8 | «Ray of F**king Sunshine» | Dawn Wilkinson       | Vanessa Rojas                   | 7 de febrero de 2020          |
| Nina comienza a beber a raíz de los eventos recientes, lo que hace que empiece a recordar algunos de los eventos relacionados con las llaves. Ella usa la «Llave Reparación» (Mending Key), que permite que el gabinete que sacó del sótano restaure los objetos dañados a su forma original. Tyler y Kinsey sienten que si bien tener estos recuerdos puede ser útil, preferirían que Nina estuviera sobria y la convencen de que deje de beber. Tyler y Kinsey viajan a la cueva con la «Puerta Omega» (Omega Door) y encuentran una lista de los «Guardianes de las Llaves» que incluye a Rendell y sus amigos. Kinsey decide visitar a Erin en las instalaciones donde vive. Dodge la golpea allí y usa la Llave Mental para encontrar la ubicación de la «Llave Omega» (Omega Key) de Erin. Cuando llega Kinsey, Erin identifica a Dodge como Lucas, uno de los viejos amigos de Rendell. Dodge, habiendo tomado la forma de Lucas usando la «Llave Identidad» (Identity Key), reside con Ellie y Rufus. Después de que Nina destroza la urna que contiene las cenizas de Rendell en un ataque de ira, Tyler localiza la Llave Omega entre las cenizas porque Rendell la había escondido dentro de su propia cabeza. |                           |                      |                                 |                               |
| 9 | «Echoes»                  | Vincenzo Natali      | Meredith Averill & Liz Phang    | 7 de febrero de 2020          |
| Los chicos Locke confrontan a Ellie acerca de Lucas, y ella explica que años antes, su novio Lucas había sido poseído por algo que salió por la Puerta Omega y había matado a dos de sus amigos antes de que Rendell lo matara. Ellie y sus amigos ocultaron todas las pruebas de esto, incluida la eliminación de los recuerdos de Duncan, y se separaron y escondieron las llaves para evitar que alguien las vuelva a usar. Sin embargo, años más tarde, todavía anhelando a Lucas, Ellie usó la «Llave Eco» (Echo Key) en la casa del pozo para intentar traerlo de regreso, solo para traer de vuelta a la entidad que lo había poseído. Ellie había llamado a Mark sobre el asesinato de Rendell para que usara la Llave Fuego para inmolarse y mantener las ubicaciones de las otras llaves escondidas de Dodge. Una vez que Dodge escapó de la casa del pozo, tomó la forma de Lucas para vivir con Ellie y Rufus, obligando a Ellie a robar la Corona de Sombras de Keyhouse. Ellie y Rufus toman la «Llave Sombra» (Shadow Key) y regresan a su casa para recuperar la corona. Sin embargo, Dodge está de vuelta en la casa esperándolos, le quita la Llave Sombra a Ellie y la usa en la corona. |                           |                      |                                 |                               |
| 10 | «Crown of Shadows»        | Vincenzo Natali      | Carlton Cuse & Meredith Averill | 7 de febrero de 2020          |
| Ahora que posee la Llave y la Corona de Sombras, Dodge ataca Keyhouse en busca de la Llave Omega. Después de que Bode destruye la sombra de Dodge usando la Llave Fuego, ella queda inconsciente. Tyler y Kinsey la envían de regreso a través de la Puerta Omega con la ayuda de Scot, Gabe, Jackie y Eden. Bode encuentra a Rufus herido pero vivo, pero no ve signos de Ellie. Días después, Rufus es enviado a vivir con sus tíos en Nebraska. Los Locke deciden quedarse en Matheson, y Kinsey comienza a salir con Gabe, sin saber que él es otra forma de Dodge, que había usado la Llave Identidad para cambiar la forma de Ellie a Dodge, y fue Ellie a quien los amigos habían arrojado a través de la Puerta Omega. Además, Eden ahora también está poseída, después de haber sido alcanzada por una de las balas demoníacas mientras la Puerta Omega estaba abierta. |                           |                      |                                 |                               |

Temporada 2
1. The Premiere
2. The Head and The Heart
3. Small World
4. Forget Me Not
5. Past Is Prologue
6. The Maze
7. Best Laid Plans
8. Irons The Fire
9. Alpha & Omega
10. Cliffhanger

Temporada 3
1. The Snow Globe
2. Wedding Crashers
3. Five Minutes Past
4. Deep Cover
5. Siege
6. Free Bird
7. Curtain
8. Farewell

## Producción

### Fondo
Locke & Key fue desarrollada originalmente como una serie de televisión para el canal de televisión abierta Fox durante la temporada de televisión 2010–2011 por DreamWorks Television y 20th Century Fox Television con Josh Friedman escribiendo la adaptación del guion piloto. Alex Kurtzman y Bob Orci sirvieron como productores ejecutivos del piloto, que fue protagonizado por Mark Pellegrino, Miranda Otto, Jesse McCartney, Sarah Bolger, Skylar Gaertner, y Nick Stahl. El piloto no recibió la orden de convertirse en una serie por Fox, aunque se proyectó en la San Diego Comic-Con de 2011. En la San Diego Comic-Con de 2014, se anunció una trilogía cinematográfica a través de Universal Pictures con Kurtzman y Orci como productores ejecutivos.

### Desarrollo
El 9 de mayo de 2016, se informó que IDW Entertainment estaba desarrollando nuevamente una adaptación de Locke & Key como serie de televisión. Se esperaba que el escritor de la novela, Joe Hill, escribiera el piloto de la producción y sirviera como productor ejecutivo. El proyecto se estaba desarrollando en asociación con Circle of Confusion con la intención de vender la serie a canales de cable y servicios de streaming.
El 20 de abril de 2017, se anunció que Hulu le había dado a la producción una orden del piloto. La producción fue desarrollada por Carlton Cuse con Hill y dirigida por Scott Derrickson. Se esperaba que Cuse sirviera como productor ejecutivo y productor ejecutivo de la potencial serie junto a Hill, Derrickson, Lindsey Springer, Ted Adams y David Ozer. Las compañías de producción involucradas con el piloto estaban programadas para incluir a Carlton Cuse Productions e IDW Entertainment. El 14 de julio de 2017, se informó que Andy Muschietti estaba reemplazando a Derrickson como director del piloto, ya que Derrickson se vio obligado a abandonar la producción debido a un conflicto de programación. El 27 de marzo de 2018, se informó que Hulu había pasado del piloto y se negó a ordenarlo para una serie.
El 29 de mayo de 2018, se informó que la producción estaba en negociaciones finales con Netflix para un pedido de serie. Según los informes, Netflix planeaba reconstruir la propiedad y descartar el piloto anterior ordenado por Hulu. Debido a conflictos de programación, no se esperaba que Andy Muschietti dirigiera el nuevo piloto de la producción, pero continuaría sirviendo como productor ejecutivo junto a Hill, Cuse, Adams, Ozer y Barbara Muschietti. Las compañías de producción involucradas con la nueva iteración del proyecto incluirán Genre Arts e IDW Entertainment. El 25 de julio de 2018, se anunció que Netflix había dado oficialmente a la producción un pedido de serie para una primera temporada que constaría de diez episodios. Aron Eli Coleite, Meredith Averill y Rick Jacobs fueron anunciados como nuevos productores ejecutivos. También se esperaba que Circle of Confusion volviera a actuar como compañía productora de la serie. La nueva iteración de la serie fue creada por Hill y desarrollada por Cuse, Coleite y Averill. El nuevo primer episodio fue escrito por Hill y Coleite, con Cuse y Averill como showrunners. Michael Morris dirigió los dos primeros episodios y se desempeña como productor ejecutivo.
Al adaptar el cómic para la serie de Netflix, la ciudad ficticia donde se encontraba la casa Locke cambió de Lovecraft, Massachusetts, a Matheson, Massachusetts. Según Cuse y Averille, este cambio había sido sugerido por Hill: mientras que en el cómic es Lovecraft en honor al autor H. P. Lovecraft, y por lo tanto tenía más temas lovecraftianos, Hill quería honrar al autor y guionista Richard Matheson con la serie.
A pesar de que la serie aún no había recibido un pedido para una segunda temporada, la escritura para una posible segunda temporada comenzó antes del estreno de la primera temporada de la serie. Netflix anunció formalmente que habían renovado el programa para una segunda temporada el 30 de marzo de 2020 y se estrenará en octubre de 2021. El 18 de diciembre de 2020, Netflix renovó la serie para una tercera temporada la cual estrenará en el 2022.

### Casting
En agosto de 2017, se anunció que Frances O'Connor y Jackson Robert Scott habían sido elegidos en papeles principales del piloto. En septiembre de 2017, se informó que Megan Charpentier y Nate Corddry se habían unido al elenco principal del piloto. En octubre de 2017, se anunció que Jack Mulhern, Danny Glover y Owen Teague habían sido elegidos en papeles principales del piloto.
Junto con el anuncio del traslado de la producción a Netflix, se anunció que todos los roles de la serie se volverían a elegir con la excepción de Jackson Robert Scott como Bode Locke. El 19 de diciembre de 2018, se informó que Connor Jessup y Emilia Jones habían sido elegidos para reemplazar a Mulhern y Charpentier, respectivamente. En enero de 2019, se anunció que Sherri Saum, Griffin Gluck, Steven Williams (en sustitución de Glover), Darby Stanchfield (en sustitución de O'Connor), Laysla De Oliveira y Kevin Alves se habían unido al elenco con Gluck, Stanchfield y De Oliveira en roles principales y Williams y Alves como recurrentes. En febrero de 2019, se informó que Petrice Jones y Thomas Mitchell Barnet (en reemplazo de Teague) se habían unido al elenco principal y que Asha Bromfield y Felix Mallard aparecerían en papeles recurrentes.
Reflejando su aparición como personajes en el cómic, los creadores Joe Hill y Gabriel Rodríguez tuvieron apariciones en el final de la primera temporada como paramédicos.

### Filmación

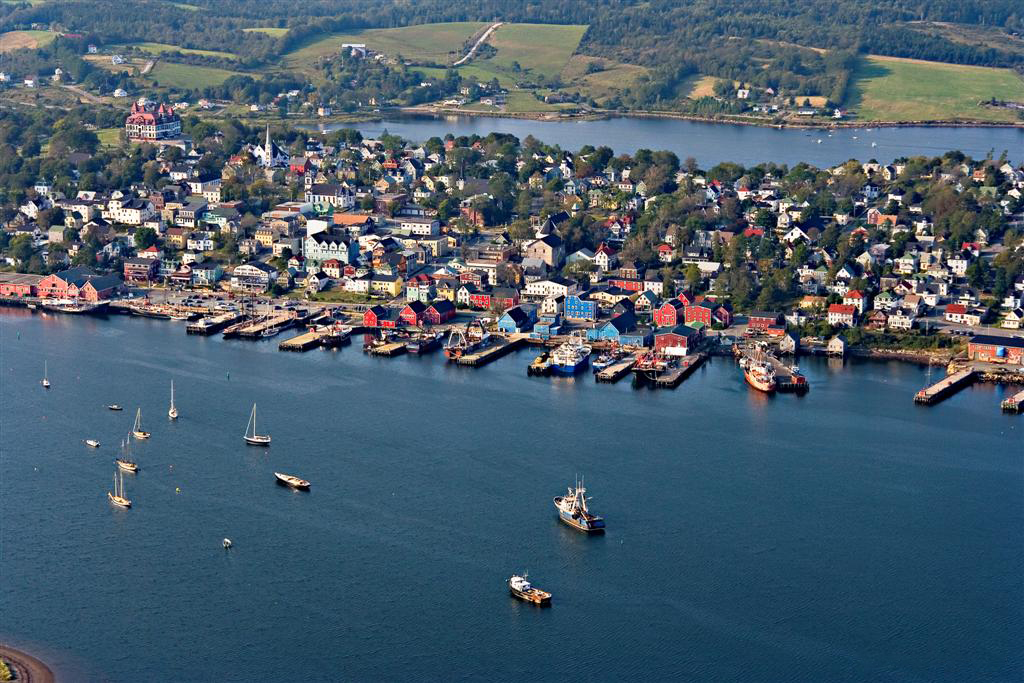
Lunenburg, Nueva Escocia, se utilizó para tomas de la ficticia Matheson, Massachusetts.

La fotografía principal de la serie se realizó del 11 de febrero al 5 de julio de 2019 en Toronto, Ontario, Canadá. Las escenas dentro del ficticio Matheson se filmaron en Lunenburg, Nueva Escocia, así como algunas otras escenas exteriores, como el exterior de la Drowning Cave (Cueva ahogada). La casa Locke en sí misma fue un set construido y filmado en Cinespace Film Studios en Toronto junto con otros escenarios internos.

## Lanzamiento
En diciembre de 2019, Netflix anunció que la serie se lanzaría el 7 de febrero de 2020. El 8 de enero de 2020, Netflix lanzó un avance oficial de la serie.

## Recepción
En el sitio web del agregador de reseñas Rotten Tomatoes, la serie tiene una calificación de aprobación del 66% con 61 reseñas, con una calificación promedio de 6.58/10. El consenso crítico del sitio web dice: «Aunque Locke & Key a veces lucha por lograr un tono consistente, captura suficiente de la esencia de su material de origen para proporcionar un tiempo diabólicamente divertido y suficientemente espeluznante». En Metacritic la serie tiene un puntaje de 62 de 100 basado en 19 reseñas, que indica «revisiones generalmente favorables».
La serie recibió críticas mixtas a positivas de los críticos, destacando la banda sonora, el diseño de escenario y los efectos visuales como aspectos más destacados del programa. Los críticos elogiaron principalmente el manejo del programa de temas relacionados con la pérdida y el trauma, así como su uso de elementos de género de terror, al tiempo que criticaron el uso del drama adolescente y las tramas románticas para realizar la historia. Las actuaciones de Jackson Robert Scott y Laysla De Oliveira recibieron elogios particulares.
USA Today afirmó que el programa fue «un debut casi tan fuerte como el de Stranger Things en 2016, pero necesitaba algunos ajustes para saltar el obstáculo entre lo bueno y lo genial». IGN le dio crédito al programa por su retrato del trauma y sus efectos visuales, y elogió las actuaciones de Scott y De Oliveira, al tiempo que lo criticó por no generar tensión de manera consistente.
Polygon hizo una crítica más negativa, criticando la decisión de hacer que la adaptación televisiva enfatizara la historia coming-of-age y los elementos de fantasía de la serie, mientras pasaba por alto los elementos de terror y las imágenes inquietantes del material original. En particular, su revisión criticó las subtramas poco interesantes y el ritmo inconsistente.